# Pimenta (género)
Pimenta es un género de planta de flores con 23 taxones específicos y infraespecíficos aceptados, de la familia Myrtaceae. Es natural  de las zonas húmedas y lluviosas de Centroamérica.

## Descripción
Es un árbol perenne que puede alcanzar los 30 metros de altura, aunque usualmente tiene de 6 a 15 metros, el tronco tiene unos 50 cm de diámetro y es recto con las ramas ascendentes y la copa redondeada. Las hojas son simples, redondeadas y brillantes de color verde, más claro por debajo y que al romperse tienen olor a pimienta. Las flores se desarrollan en panículas axilares de 6-12 cm. La flor que es hermafrodita, tiene 6 mm con el cáliz verde y los pétalos blancos. El fruto es una baya negra de 10 x 5 mm con 1-2 semillas.

## Especies aceptadas
- Pimenta adenoclada (Urb.) Alain
- Pimenta cainitoides (Urb.Burret
- Pimenta dioica (L.) Merr.
- Pimenta filipes (Urb.) Burret
- Pimenta guatemalensis (Lundell) Lundell
- Pimenta haitiensis (Urb.) Landrum
- Pimenta jamaicensis (Britton & Harris) Proctor
- Pimenta obscura Proctor
- Pimenta odiolens (Urb.) Burret
- Pimenta oligantha (Urb.) Burret
- Pimenta podocarpoides (Areces) Landrum
- Pimenta pseudocaryophyllus (Gomes) Landrum - pimienta mexicana[2]
- Pimenta racemosa (Mill.) J.W.Moore
- Pimenta richardii Proctor[1]

## Sinonimia
- Evanesca Raf., Sylva Tellur., 105, 1838
- Pimentus Raf., Sylva Tellur., 105, 1838
- Amomis O.Berg, Linnaea, 27: 416, 1856
- Pseudocaryophyllus O.Berg, Linnaea 27: 415, 1856
- Cryptorhiza Urb., Repert. Spec. Nov. Regni Veg., 17: 403, 1921
- Krokia Urb., Symb. Antill., 9: 468, 1928
- Myrtekmania Urb., Symb. Antill., 9: 484, 1928
- Mentodendron Lundell, Wrightia, 4: 180, 1971[3]